# Дюрамо, Луи Жан-Жак
Луи Жан-Жак Дюрамо (фр. Louis-Jean-Jacques Durameau; 5 октября 1733, Париж — 3 сентября 1796, Версаль) — французский художник: рисовальщик, живописец-декоратор и гравёр.

## Биография
Луи Дюрамо родился в семье парижского гравёра Жака Дюрамо и Марии Роко (или Рокан). Отец намеревался сделать из сына художника-гравёра. Луи учился рисовать с живой модели у скульптора Жана-Батиста Деферне. Позже он поступил в мастерскую живописца Жана-Батиста-Мари Пьера. В 1757 году он получил Большую Римскую премию за картину «Елисей воскрешает сына сонамитянки». Несколько лет жил и работал в Риме.
По возвращении во Францию Дюрамо, параллельно со строительством королевской оперы в Версальском дворце, где он расписал потолок фреской «Аполлон, венчающий искусства» (1768—1769), работал над росписями плафона спальни маркизы де Вуайе в Отеле д’Аржансон, также известном как Орлеанская канцелярия, — комнаты, выходящей окнами на дворец Пале-Рояль.
3 марта 1781 года Дюрамо был назначен профессором Школы изящных искусств в Париже и утверждён в этой должности 28 декабря 1794 года, заменив тяжело больного Кристофа-Габриэля Аллегрена.
Луи Дюрамо скончался в Версальском дворце от лёгочной недостаточности после пешего путешествия из Парижа 3 сентября 1796 года.

## Галерея

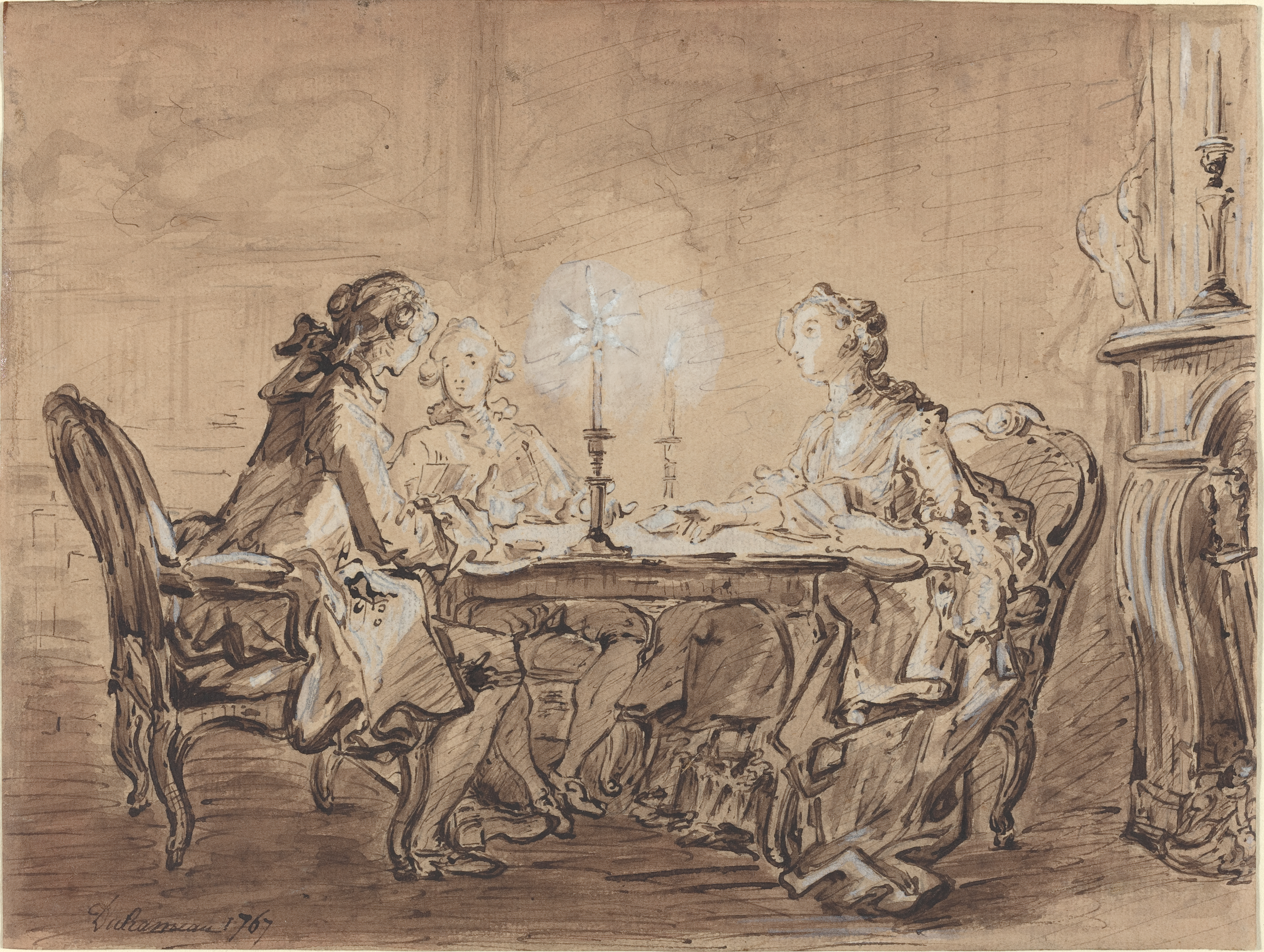
Игра в карты. 1767. Бумага, сепия, перо, кисть, белила. Национальная галерея искусства, Вашингтон
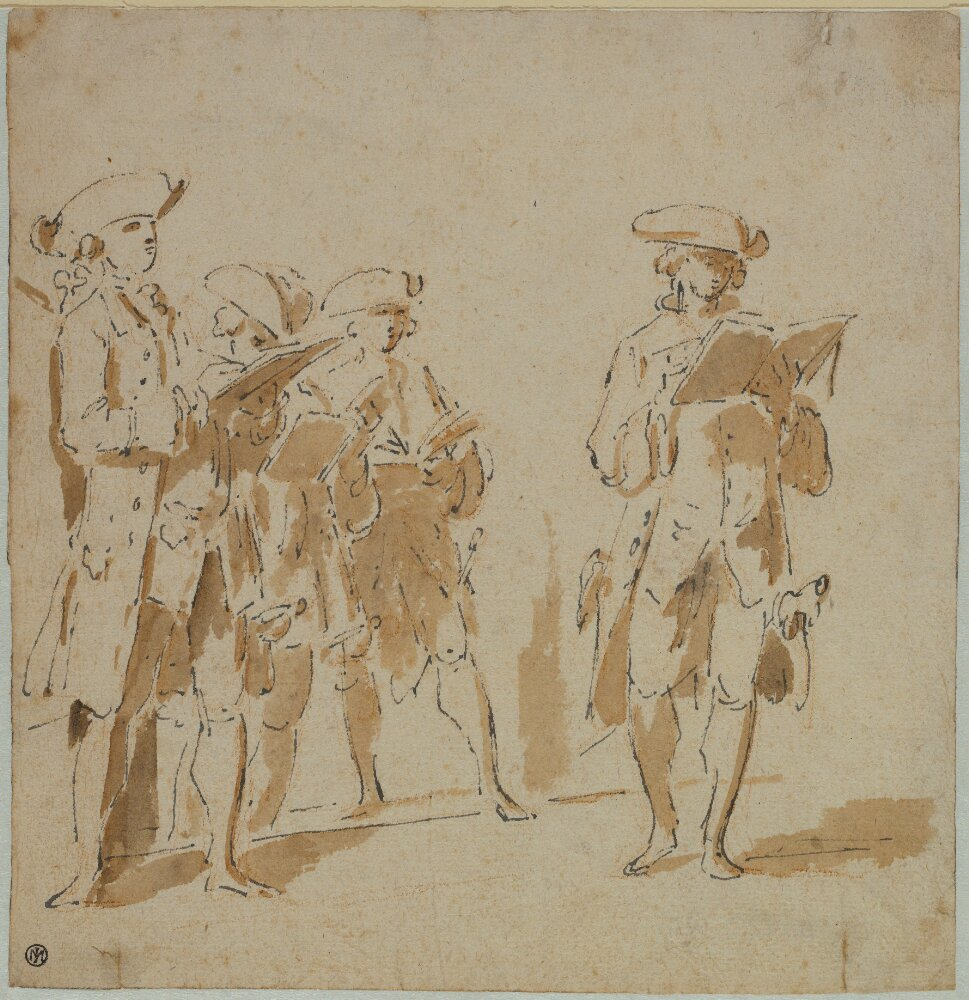
Молодые карикатуристы. Бумага, акварель, перо, кисть. Национальный музей изобразительных искусств, Стокгольм
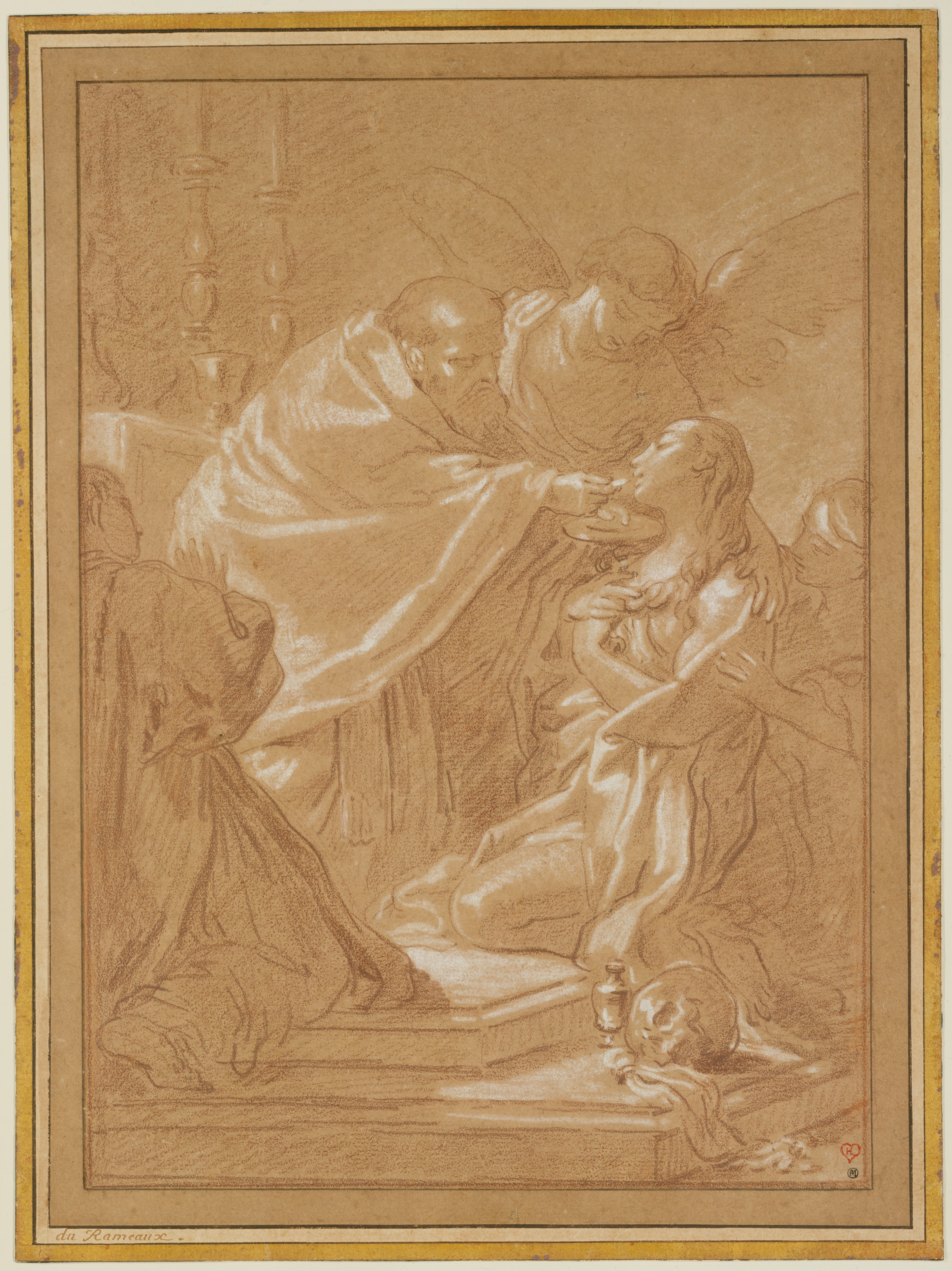
Последнее причастие Марии Магдалины (по картине Б. Лути). Между 1761 и 1764. Тонированная бумага, сангина, белила. Метрополитен-музей, Нью-Йорк
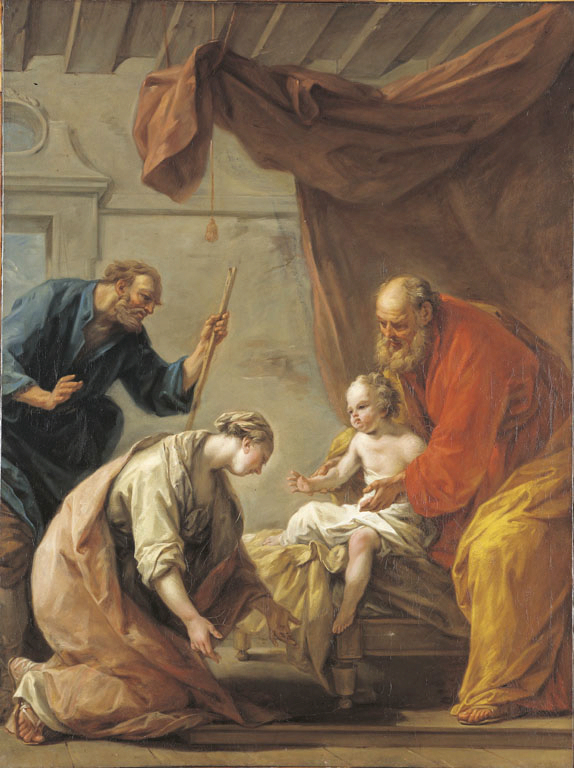
Елисей воскрешает сына сонамитянки. 1757
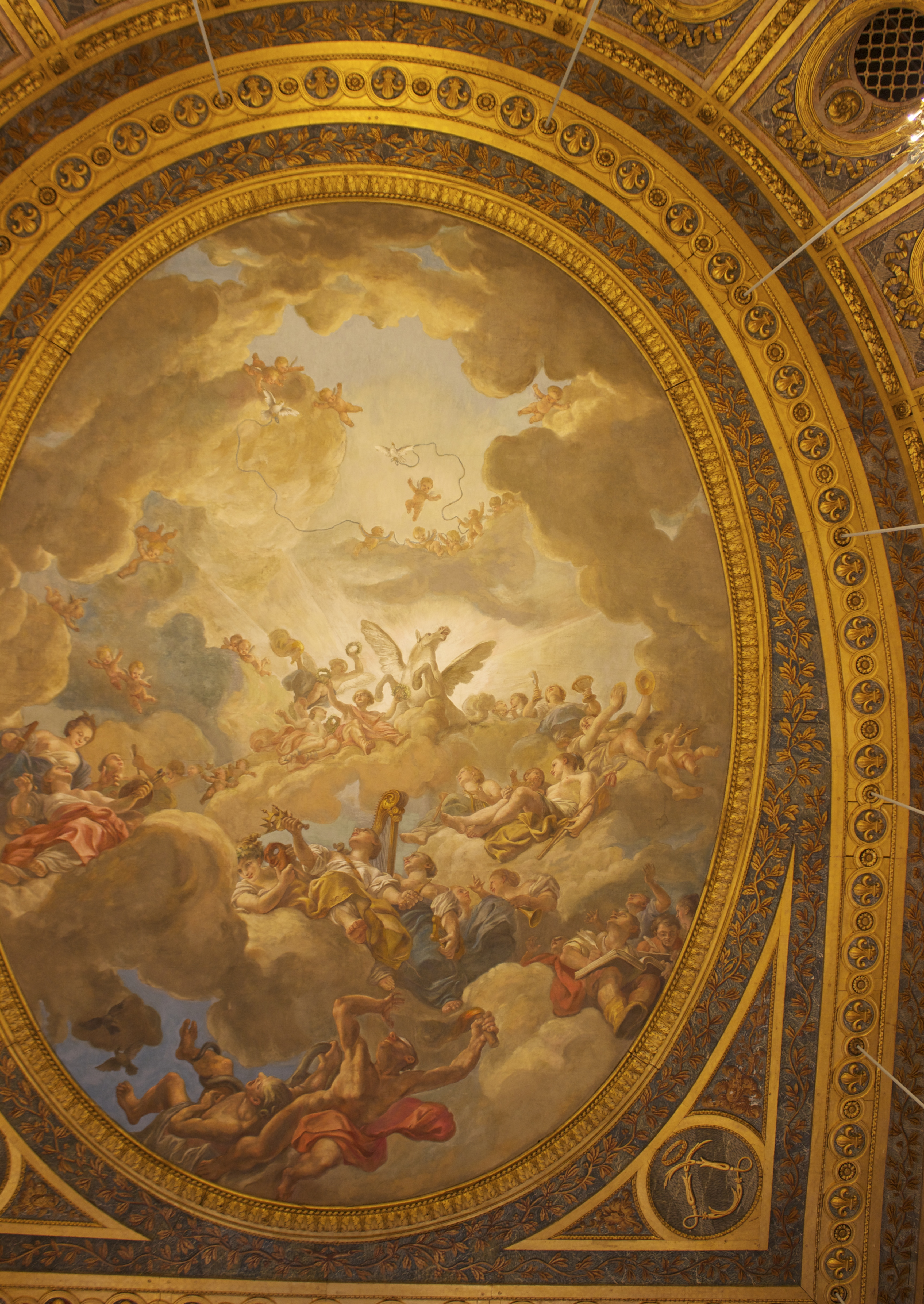
Аполлон, венчающий искусства. 1768–1769. Роспись плафона Оперы в Версале
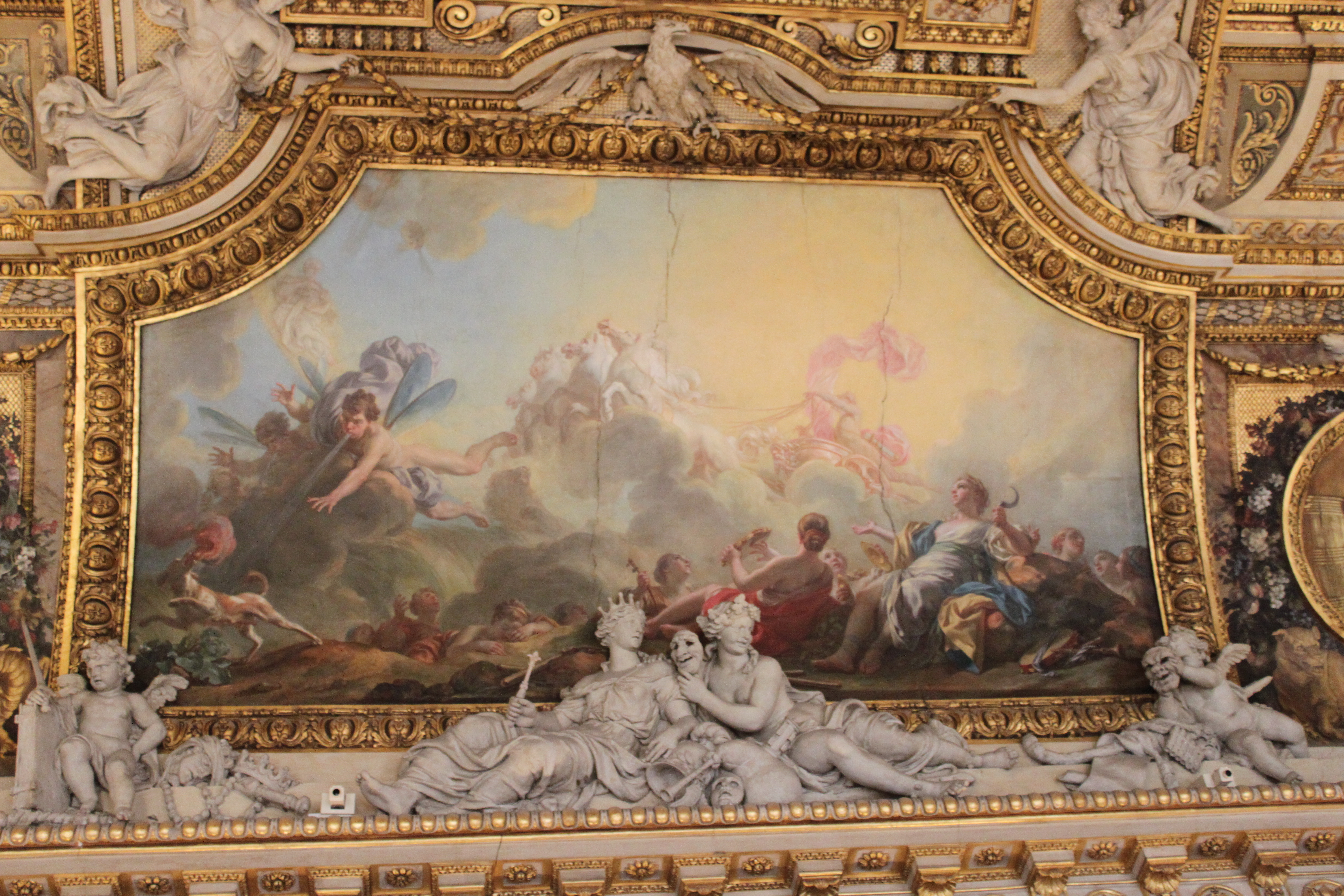
Церера и её спутники, умоляющие солнце. Деталь росписи Галереи Аполлона в Лувре, Париж